# Scapholebris
Scapholebris är ett släkte av kräftdjur som beskrevs av Schoedler 1858. Scapholebris ingår i familjen Daphniidae.
Kladogram enligt Dyntaxa:
| Scapholebris | \| \| Scapholebris microcephala \| \| \| \| \| \| Scapholebris mucronata \| \| \| \| |
|              | \| \| Scapholebris microcephala \| \| \| \| \| \| Scapholebris mucronata \| \| \| \| |
|              | Ceriodaphnia                                                                         |
|              |                                                                                      |
|              | Daphnia                                                                              |
|              |                                                                                      |
|              | Megafenestra                                                                         |
|              |                                                                                      |
|              | Moina                                                                                |
|              |                                                                                      |
|              | Simocephalus                                                                         |
|              |                                                                                      |
|              | Scapholebris microcephala                                                            |
|              |                                                                                      |
|              | Scapholebris mucronata                                                               |
|              |                                                                                      |

|  | Scapholebris microcephala |
|  |                           |
|  | Scapholebris mucronata    |
|  |                           |